# Michaël Perrier
Michaël Perrier (Sion, 1º marzo 1989) è un ex calciatore svizzero, di ruolo centrocampista.

## Carriera
Ha giocato nella massima serie svizzera.